# Belgisches Viertel (Köln)

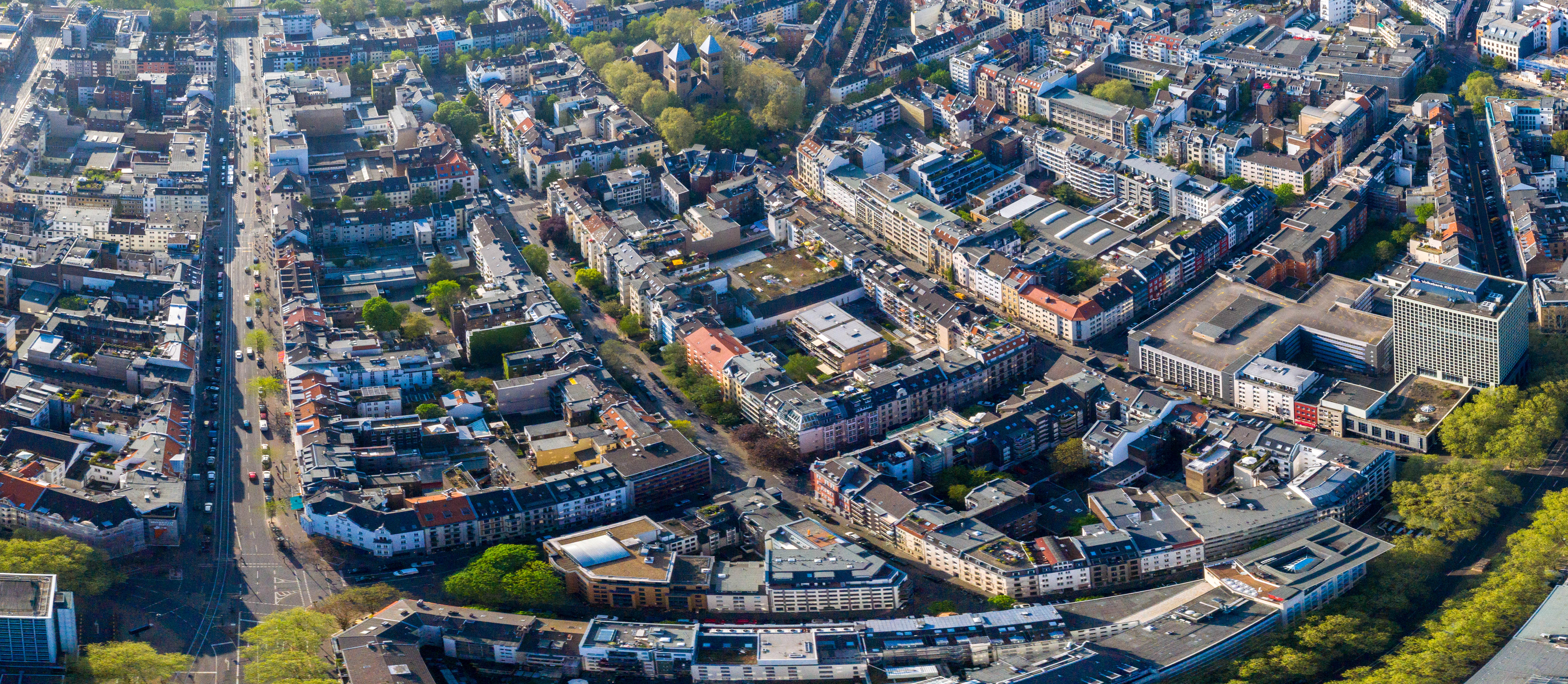
Das Belgische Viertel von oben (2020)

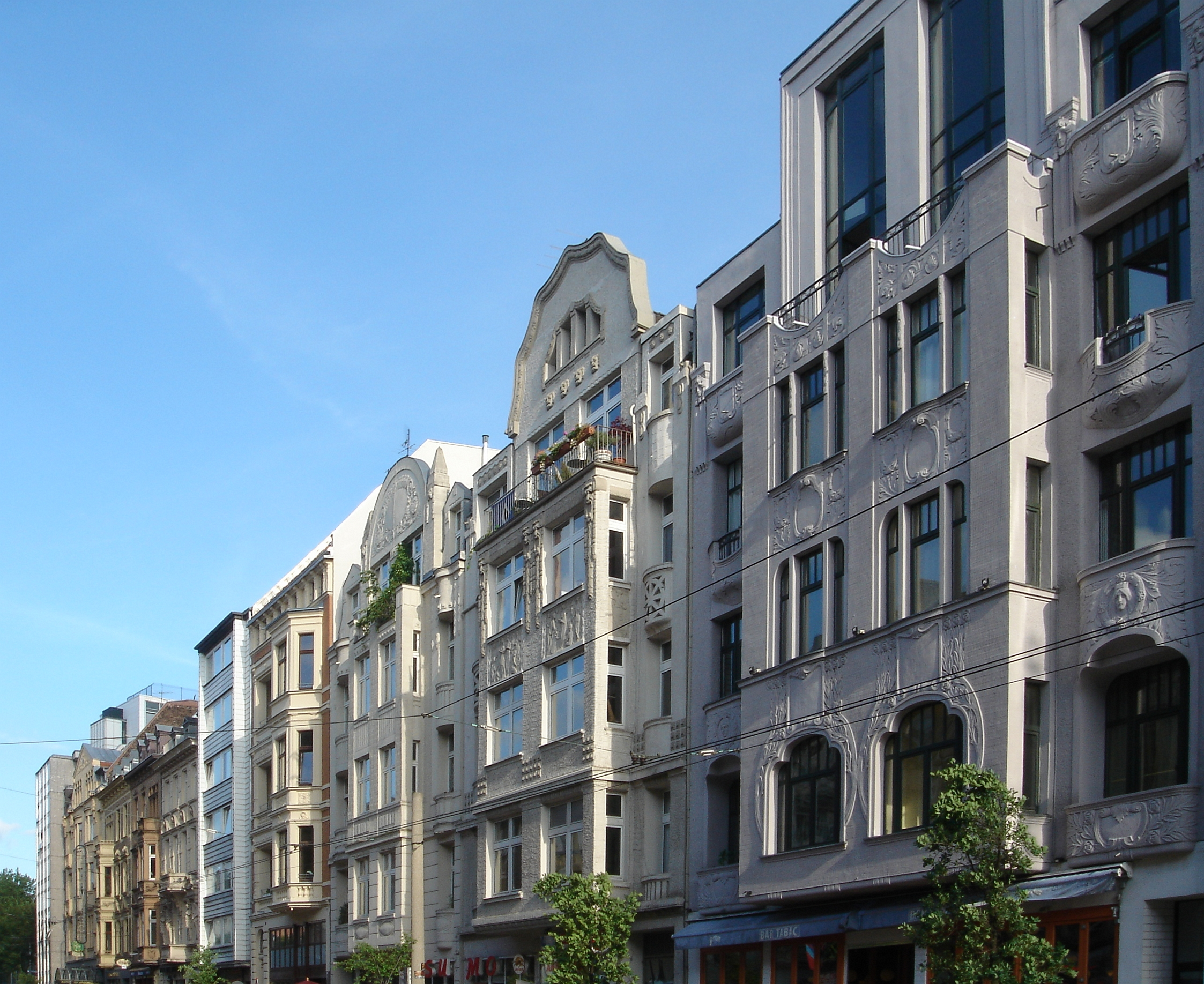
Aachener Straße (2006)

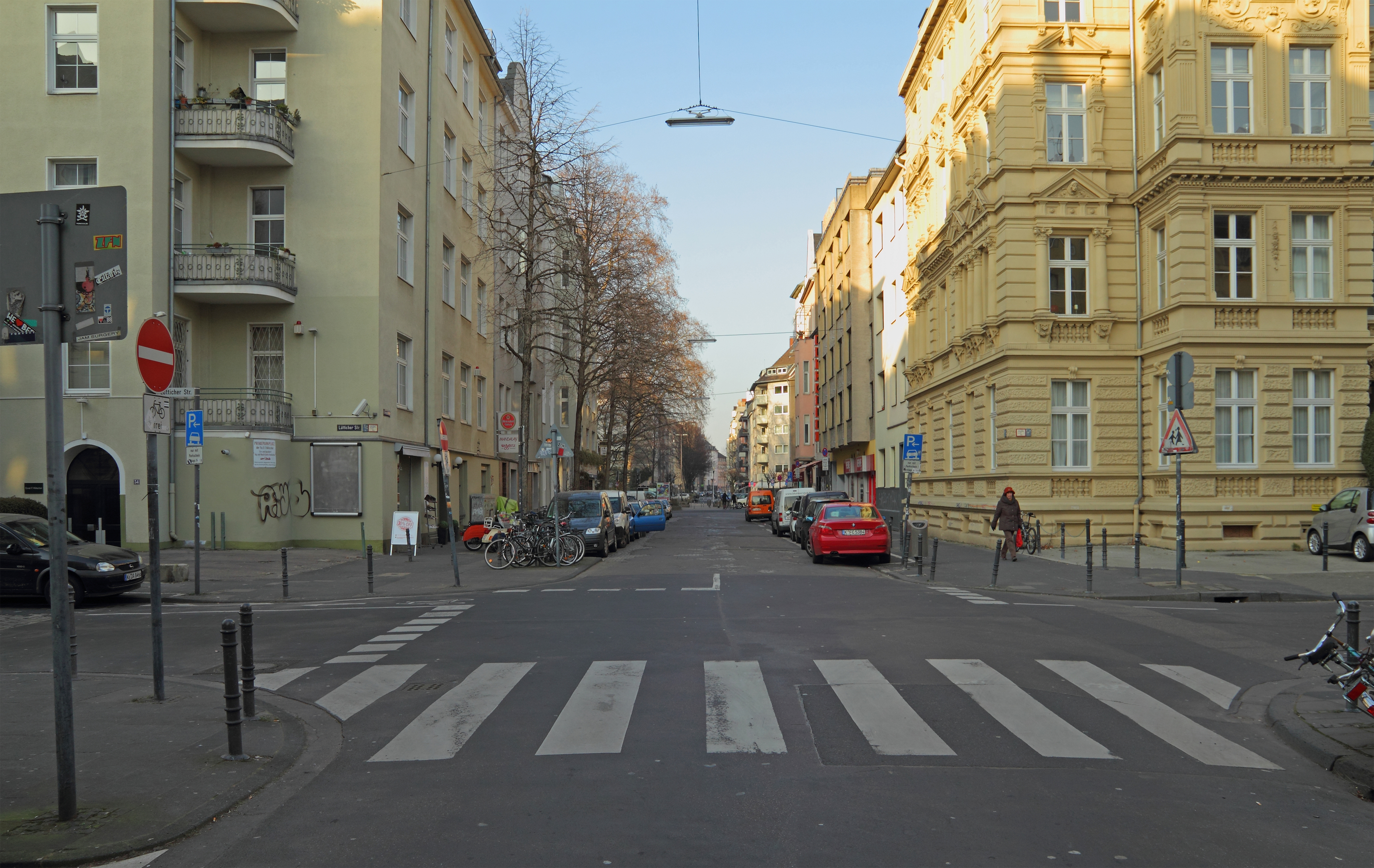
Brüsseler Straße (2012)

Das Belgische Viertel ist ein innerstädtisches Stadtviertel von Köln in der südlichen Neustadt-Nord und gehört zu den beliebtesten und teuersten Wohngegenden der Stadt. Sein Name ist von den Straßennamen abgeleitet, die sich auf belgische Provinzen bzw. Städte beziehen. Im Einzelnen sind dies die Städte Antwerpen, Gent, Brüssel und Lüttich sowie die Provinzen Brabant, Limburg und die Region Flandern. Außerdem verweisen die Maastrichter, Venloer und Utrechter Straße auf niederländische Städte.

## Geschichte

### Mittelalter
Die heutige Brüsseler Straße und Moltkestraße waren einst Teil des mittelalterlichen Bischofswegs. Der kleinere nördliche Teil der Brüsseler Straße (zwischen Antwerpener Straße und Venloer Straße) verläuft auf dem alten mittelalterlichen Bischofsweg, der mittlere Teil (zwischen Aachener Straße und Antwerpener Straße) auf dem neuen Bischofsweg. Der südliche Teil der Moltkestraße (zwischen Jülicher Straße und Aachener Straße) orientiert sich am neuen Bischofsweg. Auf der Fläche zwischen der mittelalterlichen Stadtmauer und den Bischofsweg herrschte Gartenbau vor, im äußeren Burgbannbezirk überwogen Ackerbau und Viehzucht. Der Gartenbau konzentrierte sich auf Gemüse- und Weinbau auf kleinen, durch Zäune oder Mauern abgegrenzten Parzellen. Nachweislich seit 1474/75 gab es keine dauerhafte Besiedlung innerhalb des landwirtschaftlichen Areals, auch nicht im späteren Belgischen Viertel, das bis zur Gründerzeit unbesiedelt blieb.
Der mittelalterliche Bischofsweg bildete die Stadtgrenze, der Kurfürst betrachtete den etwa 250 bis 800 Meter vor der Stadtmauer verlaufenden Bischofsweg als Grenze. Der Bischofsweg beinhaltete ein Grundstücksareal von 368 Hektar Fläche.

### Gründerzeit
In der Franzosenzeit bildete der Bischofsweg ab 5. Februar 1799 die Grenze zwischen den Kantonen Weiden und Köln. Er wurde im November 1883 als Stadtgrenze aufgegeben.
Der Stadtbaumeister Josef Stübben legte am 14. Oktober 1881 Pläne für die Stadterweiterung vor. Er erhielt den Auftrag, die Mauern der mittelalterlichen Stadtbefestigung mit ihren 12 Toren weitgehend niederlegen zu lassen und an ihrer Stelle einen großzügigen und prächtigen Ringboulevard anzulegen. Mit dem ersten Durchbruch der Stadtmauer am Gereonswall am 18. Juni 1881 und deren weiterem Abriss hatte die stetig wachsende Stadt die Möglichkeit, sich in das feldseitig davor liegende Gelände im Gebiet der heutigen Kölner Neustadt – für das bis dahin ein Bebauungsverbot bestand – ausdehnen zu können.

Brabanter Straße 74 – eines der ersten Häuser im Viertel (1884)
Antwerpener Straße 75/Ecke Friesenplatz (1884)
Maastrichter Straße 45 (1885)
Flandrische Straße (um 1890)
Brüsseler Straße / Ecke Neue Maastrichter Straße (um 1890)
Antwerpener Straße (um 1898)
Brüsseler Platz mit Kirche St. Michael (1908)

Der Kölner Architekt Carl August Philipp hatte bereits 1879 einen Bebauungsplanentwurf für das Festungsterrain vorgelegt. Er war Mitglied im belgischen „Capitalisten-Consortium“, das dem preußischen Kriegsminister am 17. Juni 1878 für das Festungsterrain ein Angebot von 11,794 Millionen Reichsmark unterbreitet hatte – dem späteren Kaufpreis. Die Bautätigkeit im Belgischen Viertel begann bereits kurz nach dem Abriss der Stadtmauer am 18. Juni 1881. Mit der Benennung der Straßen im Belgischen Viertel befasste sich die Stadtverordneten-Versammlung am 6. März 1884 und entschied sich für die Lütticher, Maastrichter, Antwerpener, Genter und Brüsseler Straße mit dem Hinweis, dass man in diesem Viertel – wo es bereits eine Limburger und eine Flandrische Straße gebe – „ganz Holland und Belgien sich versammeln lassen wolle“. Städtische Fluchtlinienpläne sorgten schließlich für den Verlauf der neu zu schaffenden Straßen. So sahen die von der Stadtverordneten-Versammlung am 25. Mai 1882 und 30. Oktober 1884 festgesetzten Fluchtlinienpläne Nr. 13 und 27 den Verlauf der Lütticher Straße zwischen der Flandrische Straße und Moltkestraße vor.
Im Mai 1889 erwarb das Erzbistum Köln das Grundstück auf dem Brüsseler Platz und errichtete dort die Kirche St. Michael, die am 29. September 1894 konsekriert und in der Zeit zwischen 1902 und 1906 gebaut wurde. Der Brüsseler Platz entstand teilweise auf dem Terrain der Lünette 5, einem ehemaligen Zwischenwerk der Stadtbefestigung. Benannt wurde der Platz mit Bezug auf die bereits vorhandene Brüsseler Straße und in Ergänzung der Straßenbezeichnungen im Belgischen Viertel.
In den Straßen rings um den Platz entstanden um die Wende zum 20. Jahrhundert repräsentative Wohnhäuser im Jugendstil, teilweise mit spiegelbehangenen Treppenhäusern aus Marmor, so am Brüsseler Platz 14 (um 1898, abgebrochen 1974) und 11–21 (um 1898), bereits früher in der Brüsseler Straße 1–5 (1893) oder auch wesentlich später in Nr. 92 (1904). Blendmaßwerkbrüstungen gab es unter anderem am Brüsseler Platz 17 oder in der Brüsseler Straße 33. Die Wohnhäuser in der Lütticher Straße besaßen (bis auf den östlichen Abschnitt) Vorgärten; das im Stil des Historismus erbaute Haus Lütticher Straße 34 (1903) steht – wie viele im Viertel – seit dem 2. August 1983 unter Denkmalschutz. Weitere Häuser folgten in der Antwerpener Straße 3 (um 1886), Genter Straße 23 (1905) und Antwerpener Straße 24–40 (1900–1905). Die Häuser Flandrische Straße 12–20 und Lütticher Straße 1–5 waren ein charakteristisches Beispiel für eine Gruppenbebauung mit mehreren Häusern, von Carl August Philipp 1885 fertiggestellt; hiervon ist heute lediglich noch Nr. 5 erhalten geblieben. Die Utrechter Straße als ungefähre Beibehaltung des alten Melatener Weges über die Moltkestraße hinaus bis zum Eisenbahndamm wurde erst in der Stadtverordneten-Versammlung vom 14. Februar 1889 beschlossen. In dieser Gegend erfolgte die Anlegung der Straßen überwiegend erst nach 1890. Die Benennung der Maastrichter Straße galt ursprünglich durchgehend bis zum Maastrichter Tor, erst 1903 benannte man das Teilstück vom Brüsseler Platz bis zum Maastrichter Tor „Neue Maastrichter Straße“.

### 20. Jahrhundert
Während der Zeit des Nationalsozialismus befand sich die Kreisverwaltung Köln-Land seit dem 25. Mai 1933 in der Lütticher Straße 19, allerdings nur bis 4. November 1933. Die Straßennamen im Belgischen Viertel entsprachen genau den Vorstellungen der Zeit des Nationalsozialismus, die in ihren Benennungsgrundsätzen von 1939 festlegte, dass die „Zusammenfassung von Straßen zu Straßenvierteln durch Zuteilung von Namen einer bestimmten Gattung zweckmäßig ist, da hierdurch das Zurechtfinden den Ortsfremden wesentlich erleichtert wird.“ Im Zweiten Weltkrieg trafen am 28. September 1944 die Bomben zahlreiche Patrizierhäuser im Viertel, auch die Kirche St. Michael blieb nicht verschont. Oberbürgermeister Theo Burauen hatte vor dem Krieg am Brüsseler Platz 20 gewohnt und lebte ab Juni 1945 bis 1953 in der Brüsseler Straße 68. Im Veedel überlebten zahlreiche Patrizierhäuser die Bombardierungen und gehören heute zu den gefragtesten der Stadt. Ab 1977 begann die Sanierung des Viertels mit Betonung der Grünanlagen. In der Folgezeit entwickelte sich das Viertel zu einem der populärsten der Stadt.

## Lage und Bedeutung

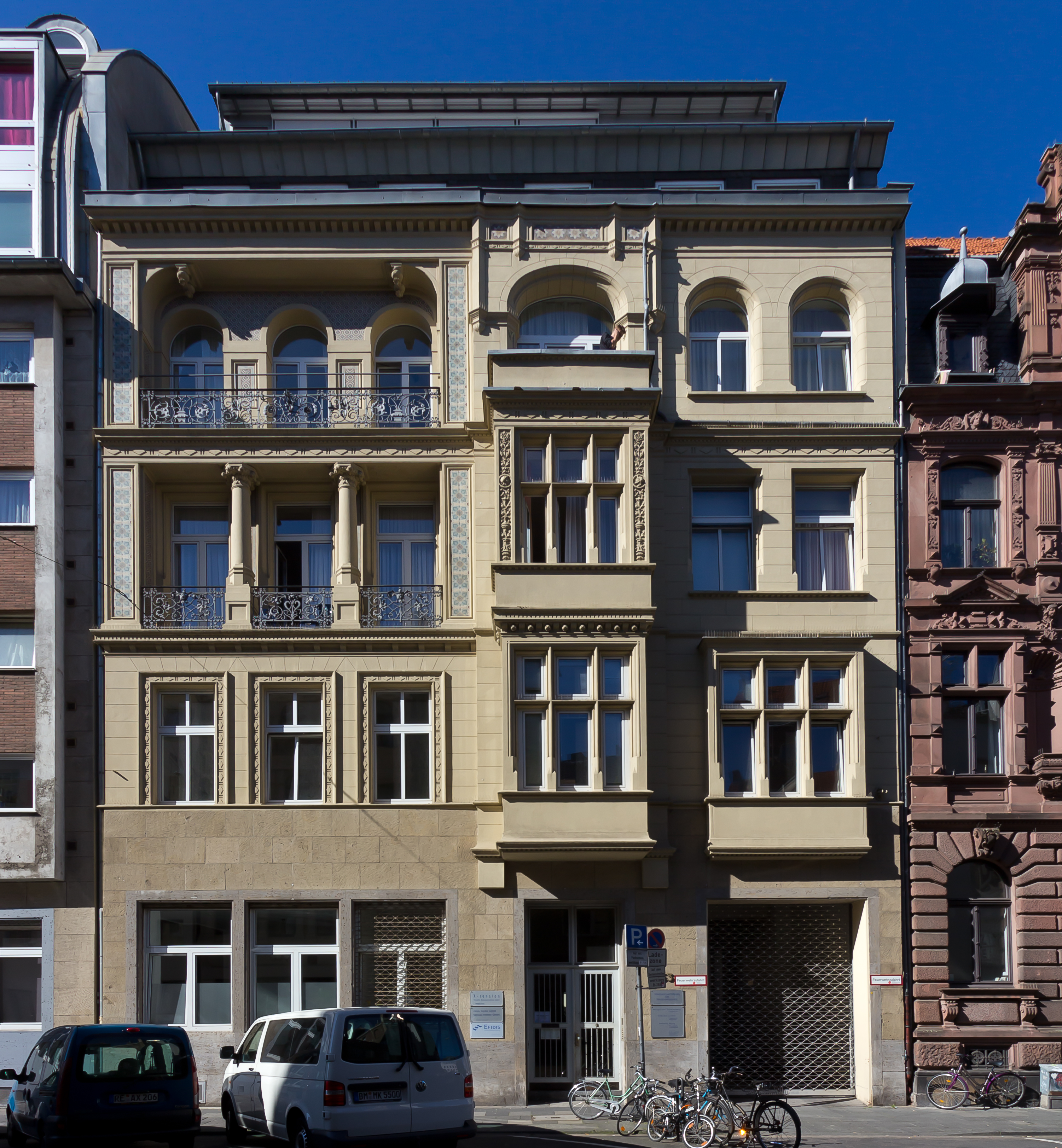
Wohnhaus Brabanter Str. 53

Im Belgischen Viertel wählte man die Straßennamen in Form von Cluster-Benennungen nach einer bestimmten Region. Es wird im Norden begrenzt durch die Venloer Straße, im Osten durch die Flandrische/Limburger Straße, im Süden durch die Aachener Straße und im Westen durch die Moltkestraße. Die nordöstliche Ecke bildet der Friesenplatz. Die Brüsseler Straße als Hauptachse des Belgischen Viertels verweist auf die belgische Hauptstadt und bildet die zentrale Achse im Viertel; sie ist mit 998 Metern seine längste Straße. Sie führt am Brüsseler Platz mit der Kirche St. Michael vorbei und kreuzt die Aachener Straße.
Im Szeneviertel befinden sich Boutiquen, Galerien, Theater, Goldschmieden, Szenekneipen, Cafés und Bars. Die zahlreichen Boutiquen schlossen sich 2004 zur Interessengemeinschaft „Chic Belgique“ zusammen. Zwischen März 2005 und Februar 2011 gab es am Brüsseler Platz eine Lesebühne. Gegen das Nachtleben wehren sich Anwohner des Brüsseler Platzes seit dem Weltjugendtag 2005, als es hier ein kirchlich organisiertes Bühnenprogramm gab. Jugendliche und junge Erwachsene entdeckten seither den Platz – vornehmlich in den Sommermonaten – als beliebten Standort zur Entspannung. Die ersten Bürgerbeschwerden hierzu gab es im Jahre 2008. Das Verwaltungsgericht Köln hat mit Urteil vom 20. Oktober 2011 die für den Zeitraum vom 19. März bis 31. Oktober 2011 städtisch festgesetzte Sperrzeitverkürzung per Ordnungsverfügung für den unmittelbar am Brüsseler Platz befindlichen Kiosk (0:00 – 6:00 Uhr) bestätigt. Von den zwischen 500 und 1000 meist jugendlichen Personen geht mehreren Gutachten zufolge ein ruhestörender Lärm aus.
In der Juliausgabe 2010 wurde das Viertel von der Szenezeitschrift Prinz zum lebenswertesten Stadtteil Kölns gekürt. Die Redaktion berücksichtigte dabei beispielsweise Mietpreise, Infrastruktur, Ausgehqualität, Restaurantdichte sowie Sicherheit.